# Aeròdrom d'Empuriabrava
L'aeròdrom d'Empuriabrava està situat a la comarca de l'Alt Empordà, a 2 quilòmetres a l'est de Castelló d'Empúries, al nord de la Costa Brava. El seu codi i classificació OACI és LEAP i 1C respectivament.
Es tracta d'un aeròdrom privat on fonamentalment es practica paracaigudisme, anteriorment propietat de l'empresa Fórmula y Propiedades S.L. amb gestió del Centro de Paracaidismo Costa Brava i explotat comercialment amb el nom de Skydive Empuriabrava des de l'any 1985. En el 2012 la societat va ser comprada per un fons sobirà de Dubai a través de la companyia Skydive Dutch BV. La seva activitat principal és la pràctica del paracaigudisme tot i que aplega altres tipus de vols de fotografia i publicitat aèria, vols turístics i fa funcions d'escola de pilots privats d'avió. Registra uns 6.000 enlairaments anuals i un total de prop de 130.000 salts.
La superfície del sistema aeroportuari és de 36,58 ha. Disposa d'una pista de vol de 800 x 20 m que es denomina 17 – 35 asfaltada i amb senyalització. Disposa de carrers de rodada i una plataforma d'estacionament d'aeronaus de 7.500 m². Així mateix hi ha disponible un servei de bar i restaurant a causa de la seva funció lúdica.